# تاريخ شليسفيش هولشتاين
| خريطة لشبه جزيرة يوتلاند في أوروبا يوتلاند الشمالية الجزيرة اليوتلاندية الشمالية مقاطعة سوندرلاند شليسفيش الجنوبية هولشتاين |

يضم تاريخ شليسفيش هولشتاين مجموعة من المعلومات عن منطقة شليسفيش هولشتاين، منذ ما قبل التاريخ إلى تأسُّسها حديثًا.

## التاريخ المبكر
تقع شبه جزيرة يوتلاند في شمال أوروبا، وفي مركزها ولاية شليسفيش هولشتاين الحديثة. تُدعى شليسفيش أيضًا يوتلاند الجنوبية (Sønderjylland). توحي الساغات الإسكندنافية القديمة، التي ربما عاد تاريخها إلى زمان شعبَي الأنجل واليوت، بأن يوتلاند كانت قد انقسمت إلى جزء شمالي وجزء جنوبي، بحدود ممتدة على طول نهر كونغيؤو.
لكن عند وضع المصادر الرومانية والاكتشافات الأثرية في الحسبان، قد يُستنتَج أن اليوت سكنوا منطقة كونغيؤو والجزء الشمالي من شبه الجزيرة، في حين عاش الأنجل حيث ظهرت مدينتا هيتابو وشليسفيش لاحقًا (في البداية كان تركُّزهم في جنوب شرق شليسفيش في أنغلن)، وتركّز الساكسون (الظاهر أن اسمهم في البداية كان: رودِنغي)× في هولشتاين الغربية (وكانت تُدعى «نوردَلبِنجيا» أو «ألبِنجيا الشمالية»)، وتركز الفاغريون السلافيون (كانوا جزءًا من اتحاد أوبتريتي) في هولشتاين الشرقية. واستقر الدانيون في بداية عصور الفايكنج في شمال شليسفيش ووسطها، واستقر الفريزيون الشماليون بعد نحو 900 عام في شليسفيش الغربية.
كان نمط المناطق المأهولة وغير المأهولة ثابتًا نسبيًّا طول العصرين البرونزي والحديدي.

## هجرات ما بعد العصور المظلمة
بعدما هاجر كثير من شعب الأنجل إلى الجُزر البريطانية في القرن الخامس، صارت أراضيهم على اتصال وثيق بالجزر الدنماركية، ويرجع هذا جزئيًّا إلى غزوات الدانيين وهجراتهم. ولاحقًا زادت اتصالات الدانيين بسكان النصف الشمالي من شبه الجزيرة اليوتية.
عند الاحتكام إلى الأسماء الحالية لكل منطقة، يَظهر أن الحدود اللغوية الجنوبية للغة الدنماركية امتدت من الغرب إلى نهر ترينين، بإزاء تحصينات دانيفيركي (تُدعى أيضًا: دانيفيرك)، ثم امتدت من مصب شلاي إلى إكرنفورده، انتهاء عند شبه جزيرة شفينس. وأما الساحل الغربي لشليسفيش فكان منطقة اللغة الفريزية.
بعد الهجرات السلافية، استقر الفاغريون السلافيون (جماعة متفرعة عن الأوبتريتيين) في المنطقة الشرقية الحالية من هولشتاين.

## القرن التاسع عشر
عند انهيار الإمبراطورية الرومانية المقدسة في 1806، انضمت هولشتاين إلى الدنمارك، وإن لم يكن انضمامها رسميًّا. وتحت إدارة رئيس الوزراء الدنماركي الكونت بِرنستُرف (الذي كان هو نفسه من شليسفيش) أُجريت إصلاحات كثيرة في الدوقيات –منها على سبيل المثال إلغاء التعذيب والعبودية–، ووُضعت القوانين الدنماركية، وسُكَّت العملات، وجُعلت اللغة الدنماركية اللغة الرسمية للاتصال بكوبنهاغن.

## وصلات خارجية
- أطلس تاريخي لشليسفيش هولشتاين